# George Evans
George Evans (Cheadle, 13 december 1994) is een Engels voetballer die bij voorkeur als defensieve middenvelder speelt. Hij staat onder contract bij Wrexham AFC.

## Clubcarrière
Op zesjarige leeftijd sloot Evans zich aan in de jeugdacademie van Manchester City. In oktober 2013 werd hij uitgeleend aan Crewe Alexandra, waarvoor hij op 2 november 2013 zijn competitiedebuut maakte tegen Bradford City. Op 23 november 2013 maakte de verdedigend ingestelde middenvelder zijn eerste treffer tegen Port Vale. In totaal speelde hij 23 competitieduels voor Crewe Alexandra. In januari 2015 werd Evans voor de rest van het seizoen uitgeleend aan Scunthorpe United. Hij debuteerde voor The Iron op 31 januari 2015 tegen Leyton Orient. In totaal maakte Evans één doelpunt in zestien competitieduels voor Scunthorpe United.